# Gui Boratto
Gui Boratto, född 1974, är en brasiliansk DJ och technoproducent från São Paulo. Gui Boratto har bland annat släppt musik på tyska skivbolaget Kompakt, men driver också, tillsammans med sin bror Tchorta, sitt eget skivbolag Mega Music.

## Diskografi

### Album
- Chromophobia, Kompakt, 2007
- Take My Breath Away, Kompakt, 2009
- III, Kompakt, 2011
- Abaporu, Kompakt, 2014

### Singlar och EP
- Atomic Soda"" (12") Kompakt , 2009
- Triads"" (12") Spectrum Recordings, 2008
- The Rivington Remixes"" (12") Galaktika Records, 2008
- The Island"" (12") Audiomatique Recordings, 2008
- "Tales From The Lab Remixes" (12") Defrag Sound Processing, 2008
- "Anunciación" (12") K2, 2008
- "Tipologia (Remixes)" (12") Parquet Recordings, 2007
- "The Rivington EP" (12") Galaktika Records, 2007
- "Tales From The Lab" (12") Defrag Sound Processing, 2007
- "Speicher 55" (12") Kompakt, 2007
- "Royal House" (12") Plastic City History, 2007
- "Eurasia" (12") Systematic, 2007
- "Chromophobia (Remixe Part 2)" (12") Kompakt, 2007
- "Chromophobia (Remixe Part 1)" (12") Kompakt, 2007
- "Beluga" (12") Audiomatique Recordings, 2006
- "Brazilian Soccer - Edition (Paralelo, Tipologia)" (12") Killa Beat Recordings, 2006
- Division EP (12") Harthouse Mannheim, 2006
- "Gate 7" (12") K2, 2006
- "It's Majik" (12") Plastic City, 2006
- "Like You" (12") Kompakt Pop, 2006
- "Sozinho" (12") K2, 2006
- "Speicher 38 (The Rising Evil)" (12") Kompakt Extra, 2006
- "Arquipélago" (12") K2, 2005
- "Sunrise" (12") Plastic City, 2005
- Twiggy EP (12") Circle Music, 2005

### Remixar
- Pet Shop Boys - "Love etc" (Gui Boratto Remix), 2009
- Agoria - "Baboul Hair Cuttin'" (Gui Boratto Remix) Different Recordings, 2006
- Oscar - "Freak Inside" (Gui Boratto Remix) Confused Recordings, 2006
- Kaleidoscópio - "Voce Me Apareceu" (Gui Boratto Horn Mix) Cuadra, 2004